# بدبومرغ شمالی
بدبومرغ شمالی (نام علمی: Fulmarus glacialis) نام یک گونه از سرده بدبومرغ‌ها است.
بدبومرغ شمالی یکی از پرندگان فراوان در نواحی نیمه‌قطبی اقیانوس اطلس و آرام شمالی است. تنها یک مورد مشاهدهٔ تأییدشده از آن در نیم‌کرهٔ جنوبی (جنوب نیوزیلند) وجود دارد  .
این گونه در دو رنگ‌شمای بصری ظاهر می‌شود: نوع روشن با بدن و سر سفید و بال‌ها و دم خاکستری، و نوع تیره (یا آبی) که سراسر خاکستری است؛ گونه‌ای واسط نیز در اقیانوس آرام دیده می‌شود  .
با وجود ظاهر مشابه مرغ دریایی، اما نسبتش با مرغ باران و کبوتردریایی از راسته کبوتردریایی‌سانان است. نام سرده بدبومرغ‌ها (Fulmarus) از زبان قدیم نورس «fúlmár» گرفته شده که معنی «مرغ بدبو» دارد؛ اشاره به توانایی آن در پاشیدن روغن گوارشی به‌عنوان دفاع  .

## ویژگی‌های بدنی و شناسایی
طول بدن این پرنده حدود ۴۶ سانتی‌متر و فاصلهٔ دو سر بالش ۱۰۲ تا ۱۱۲ سانتی‌متر است. وزن معمولاً بین ۴۵۰ تا ۱۰۰۰ گرم است  .
منقار آن ضخیم و دارای قلاب انتهایی مشخص است و بر بالای آن دو لولهٔ بینی دیده می‌شود؛ ویژگی متمایز پرندگان کبوتردریایی‌سانان .
دارای رنگ‌بندی خاکستری-سفید با منقاری زرد مایل به کدر و پاهایی مایل به آبی است؛ نوع تیره خاکستری یک‌دست است و نوع میانی دم تیره‌تری دارد  .
هرچند راه رفتن آن محدود است، ولی پروازی بسیار قوی با حرکتی صلب و متفاوت از مرغ دریایی دارد؛ گردن کوتاه، منقار کوتاه و فتیله‌ای، و عمر بالقوه تا ۳۱ سال معمول و حتی تا ۵۰ سال نیز گزارش شده  است.

## تولیدمثل و رفتار اجتماعی

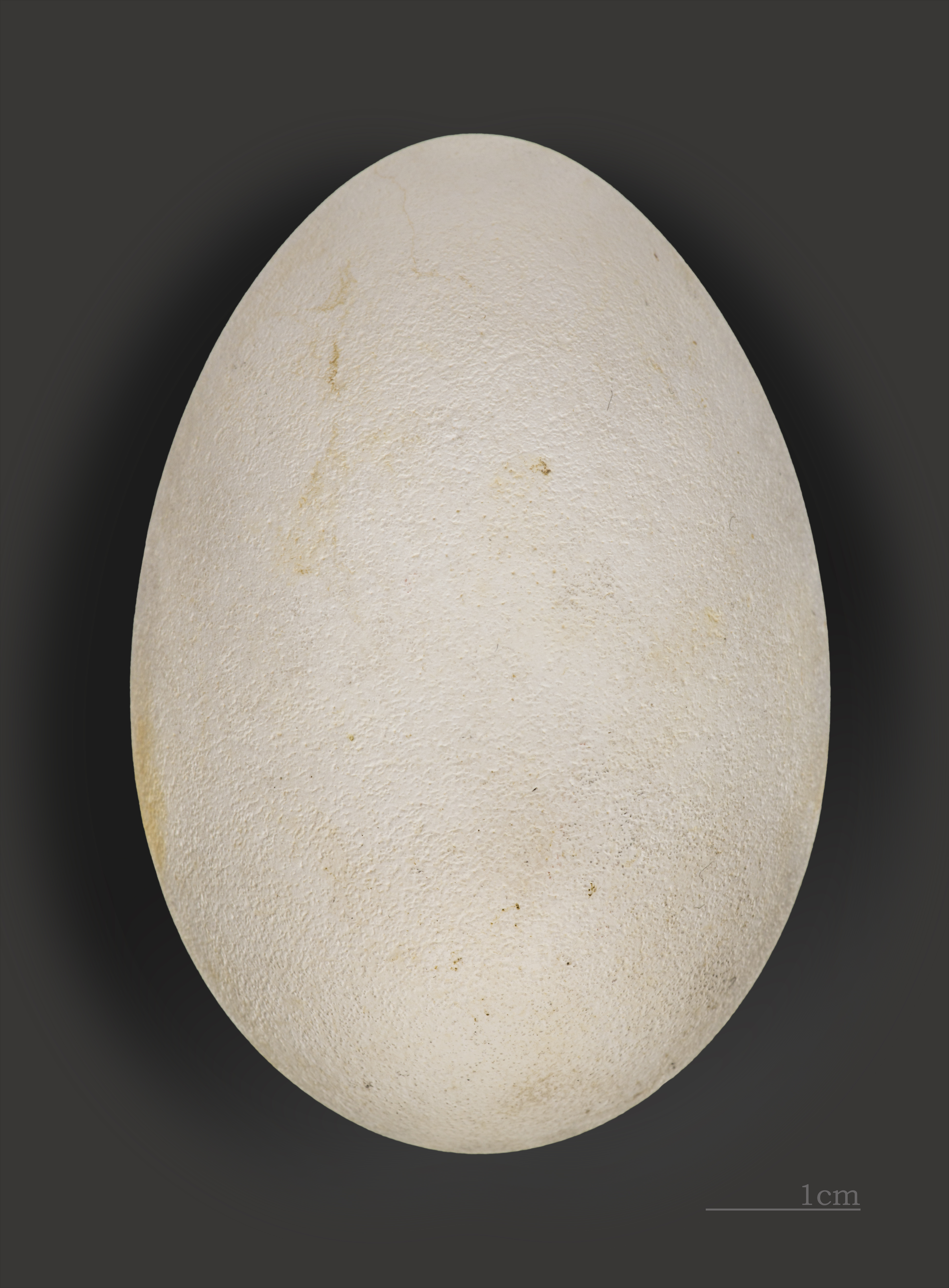
تخم

بدبومرغ شمالی در سن ۶ تا ۱۲ سالگی بالغ می‌شود. آن‌ها رویکرد تک‌همسری داشته و سالیان دراز با یک شریک خواهند ماند و هر سال به همان لانهٔ سال قبل بازمی‌گردند  .
فصل جفت‌گیری از ماه مه آغاز می‌شود، و پرندهٔ ماده می‌تواند با ذخیره‌سازی اسپرم، فاصلهٔ بین جفت‌گیری و گذاشتن تخم را ایجاد کند. معمولاً بزرگسالان تا ۵۰۰ کیلومتر از کندو تغذیه می‌کنند.
لانه‌ها ساده هستند: یک گودی کم‌عمق یا سطح صخره‌ای پوشیده از کمی گیاه. معمولاً در صخره‌ها و گاهی روی بام ساختمان‌ها قرار دارند  .
هر جفت فقط یک تخم سفید می‌گذارد (تقریباً ۷۴×۵۰ میلی‌متر)، که تخم‌گذاری و جوجه‌آوری بین ۵۰ تا ۵۴ روز زمان می‌برد. جوجه‌ها پس از حدود ۷۰ تا ۷۵ روز توانایی پرواز پیدا می‌کنند  .
در دوران جوجه‌آوری، والدین عمدتاً شب‌فعال هستند تا در صدا و روشنایی در امان بمانند  .
آداب جفت‌گیری شامل نمایش نری است که با منقار باز و حرکات سر خاص، جفت را جذب می‌کند؛ همچنین صداهای غرنده و خنده‌ماند تولید می‌کنند  .

## تغذیه
خوراک بدبومرغ شمالی شامل میگو، ماهی، ماهی مرکب، پلانکتون، ژله‌ماهی، لاشه و ضایعات کشتی‌هاست. برای گرفتن غذا، گاهی تا عمق حدود ۴ متری غواصی می‌کنند  .
در طی سدهٔ بیستم، به‌دلیل افزایش ضایعات کشتی‌ها، جمعیت آن‌ها رشد کرد؛ اما کاهش منابع و تغییرات اقلیمی ممکن است دامنه آن را محدود کند  .

## وضعیت حفاظتی و تأثیر انسان
جمعیت بالغ این گونه بین ۱۵ تا ۳۰ میلیون تخمین زده شده و در سطح گستره زیستگاهی نزدیک به ۲۸ میلیون کیلومتر مربع پراکنده‌اند. IUCN وضعیت آن را «کمترین نگرانی» (Least Concern) اعلام کرده است؛ جمعیت در آمریکای شمالی و جزایر بریتانیا رو به رشد است  .
لذا شاخص مهمی برای تحلیل آلودگی پلاستیکی در محیط‌های دریایی هستند؛ بررسی‌ها نشان می‌دهد حدود ۸۹.۵٪ از نمونه‌های مورد مطالعه دارای پلاستیک‌های ریز بوده‌اند، با میانگین ۱۹ قطعه و ۰٫۴۶ گرم در هر پرنده  .
همچنین داده‌های طولانی‌مدت از دههٔ ۱۹۸۰ نشان می‌دهد انواع پلاستیک مصرفی افزایش و صنعتی کاهش یافته است — نشانه‌ای از انتقال بیولوژیکی پلاستیک در زنجیره غذایی  .

## حکایت محلی
در افسانهٔ اینوئیت‌های مرکزی آمده مردی به نام سدانا، دختری را فریب داد و با بدبومرغ ازدواج می‌کند، اما پس از مدتی بدبختش می‌کند. پدر دختر شوهر او را می‌کشد و فرزندش را نجات می‌دهد. پرنده‌ها به خاطر این واقعه، هنوز ناله می‌کنند.